# Ломен (Саксония)
Ломен (нем. Lohmen) — община в Германии, в земле Саксония. Подчиняется земельной дирекции Дрезден. Входит в состав района Саксонская Швейцария. Подчиняется управлению Ломен/Штадт Велен. Население составляет 3179 человек (на 31 декабря 2010 года). Занимает площадь 25,80 км². Община подразделяется на 4 сельских округа.

## Население
| Год  | Численность | Численность |
| ---- | ----------- | ----------- |
| 2017 | 3061        | [ 1 ]       |
| 2019 | 3077        | [ 3 ]       |
| 2021 | 3112        | [ 4 ]       |
| 2022 | 3109        | [ 5 ]       |
| 2023 | 3065        | [ 2 ]       |